# Liste der Monuments historiques in Lampertsloch
Die Liste der Monuments historiques in Lampertsloch führt die Monuments historiques in der französischen Gemeinde Lampertsloch auf.

## Liste der Bauwerke
| Bezeichnung          | Beschreibung | Standort                    | Kennzeichnung | Schutzstatus | Datum | Bild           |
| -------------------- | --- | --------------------------- | ------------- | ------------ | ----- | -------------- |
| Ferme-château Le Bel | landwirtschaftliches Anwesen mit schlossartigem Wohnhaus und Laboratorium, ab 1805, im Zuge des Ölsandabbaus errichtet | 1/2 route du Château (Lage) | PA67000075    | Inscrit      | 2008  | weitere Bilder |